# Bunocephalus coracoideus
Bunocephalus coracoideus är en fiskart som först beskrevs av Cope, 1874.  Bunocephalus coracoideus ingår i släktet Bunocephalus och familjen Aspredinidae. IUCN kategoriserar arten globalt som livskraftig. Inga underarter finns listade.